# Equipaggiamento dei Rush
L'equipaggiamento impiegato dai Rush è molto vario; durante la loro carriera hanno infatti utilizzato una grande varietà di strumenti. Di seguito è riportata la lista parziale della strumentazione dei tre canadesi, Geddy Lee, Alex Lifeson e Neil Peart.

## Geddy Lee

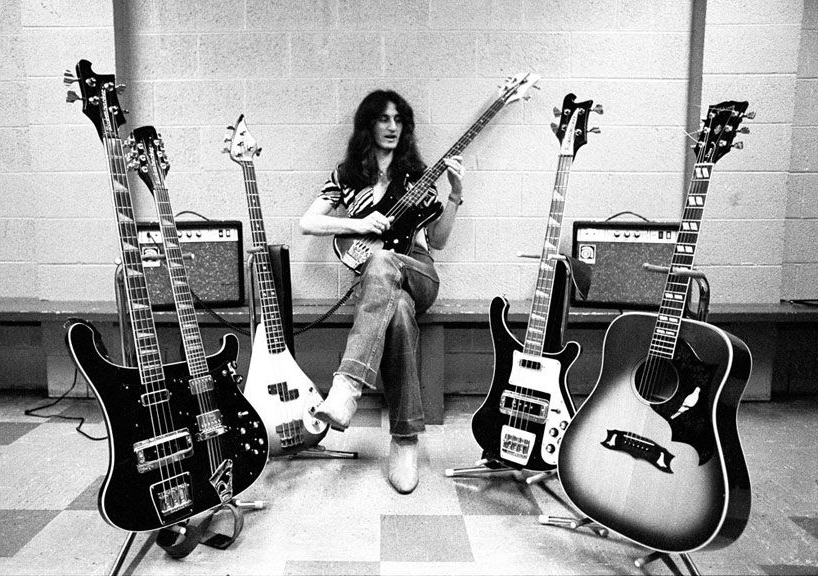
Geddy Lee e la sua strumentazione in una foto vintage

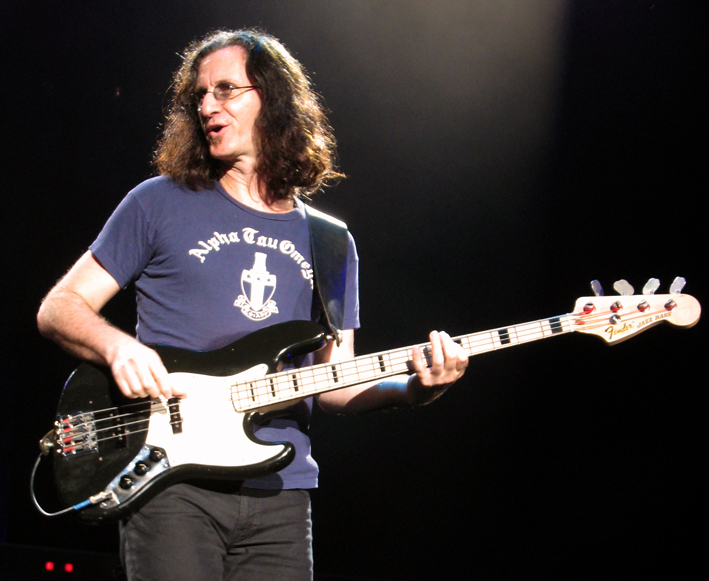
Lee con il Fender Jazz Bass nel 2007

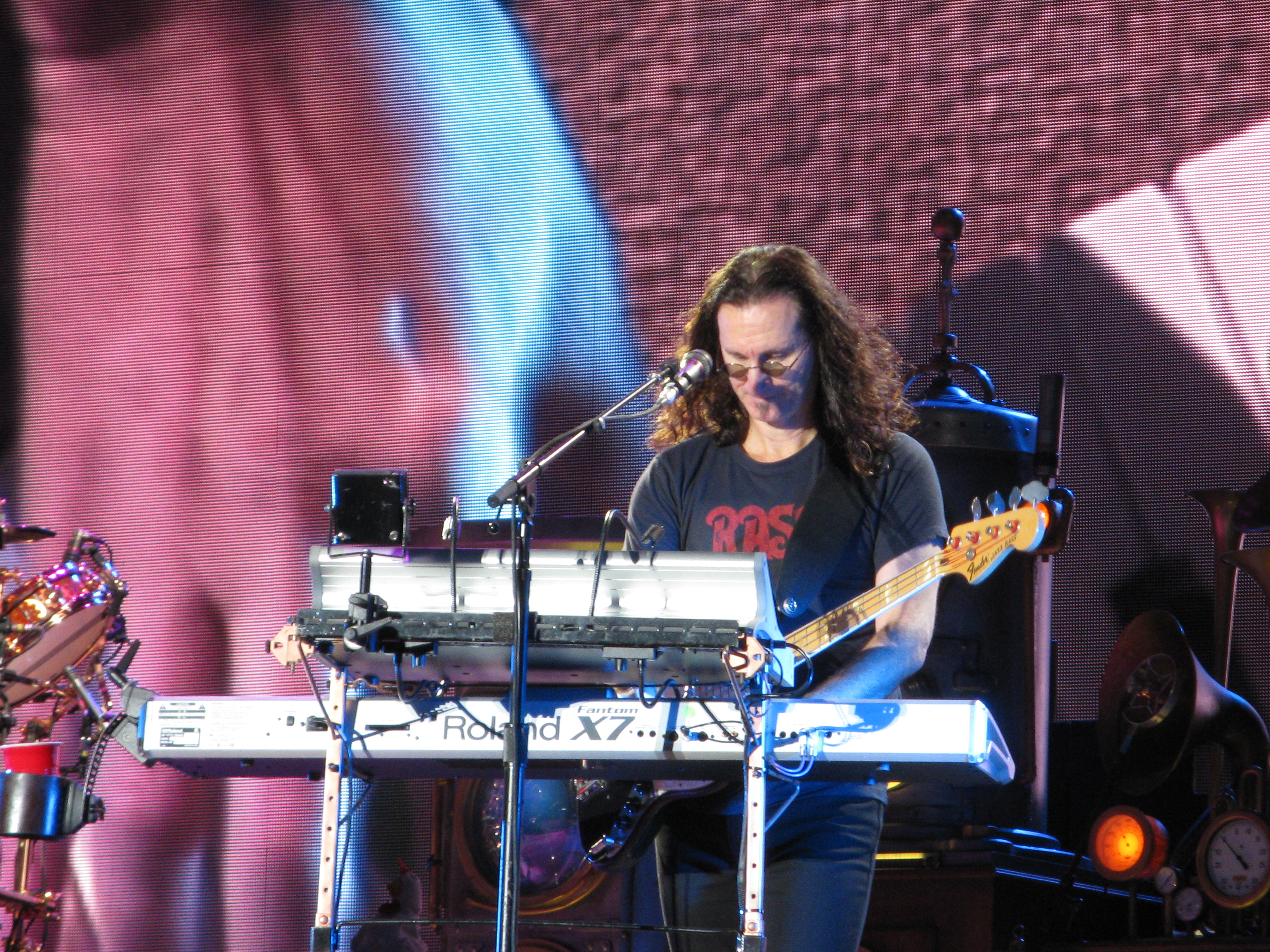
Lee con il sintetizzatore Roland Fantom X7 nel 2010

Pre-1975
- Fender Precision Bass

Fly by Night, Caress of Steel e 2112 Tour
- Rickenbacker 4001

A Farewell to Kings Tour
- Rickenbacker 4001
- Rickenbacker 4080 (doppio manico : basso 4001 e chitarra a 12 corde)
- Rickenbacker 3001
- Fender Teardrop Bass

Hemispheres Tour
- Rickenbacker 4001 (2)
- Rickenbacker 4002
- Rickenbacker 4080
- Fender Teardrop Bass

Permanent Waves Tour
- Rickenbacker 4001 (2)
- Rickenbacker 4002
- Rickenbacker 4080
- Fender Teardrop Bass
- Fender 1972 Jazz Bass

Moving Pictures Tour
- Rickenbacker 4001 (2)
- Rickenbacker 4002
- Rickenbacker 4080 (doppio manico : basso 4001 e chitarra a 12 corde)
- Rickenbacker 4080 (doppio manico : basso 4001 e chitarra a 6 corde)
- Fender 1972 Jazz Bass

Signals Tour
- Rickenbacker 4001
- Fender 1972 Jazz Bass
- Steinberger L2

Grace Under Pressure Tour
- Rickenbacker 4001
- Fender 1972 Jazz Bass
- Steinberger L2

Power Windows Tour
- Wal Bass
- Steinberger L2
- White Steinberger XL2

Hold Your Fire Tour
- Wal Bass
- Steinberger L2
- Steinberger XL2

Presto e Roll the Bones Tour
- Wal Bass
- Steinberger L2
- Steinberger XL2

Counterparts Tour
- Fender Jazz Bass
- Fender Custom Shop Jazz Bass

Test for Echo Tour
- Fender Jazz Bass
- Fender Custom Shop Jazz Bass (due di diverso colore)

Vapor Trails e R30: 30th Anniversary Tour
- Fender Jazz Bass
- Fender Custom Shop Jazz Bass (due di diverso colore)
- Fender Geddy Lee Jazz Bass
- Taylor (chitarra acustica)

Snakes & Arrows Tour
- Fender Jazz Bass
- Fender Custom Shop Jazz Bass (due di diverso colore)
- Fender Geddy Lee Jazz Bass
- Fender Jaco Pastorius Jazz Bass (con e senza tasti)
- Schecter 004 Bass
- Rickenbacker 4001

## Alex Lifeson
Vapor Trails Tour
- PRS Singlecut CE22
- PRS CE24
- Gibson SG
- Gibson J-150
- Gibson Les Paul Standard (due)

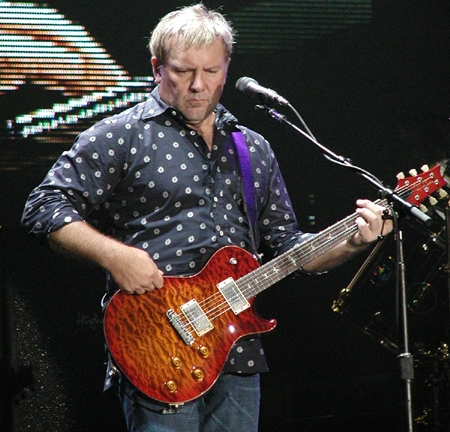
Alex Lifeson con la PRS a Milano nel 2004

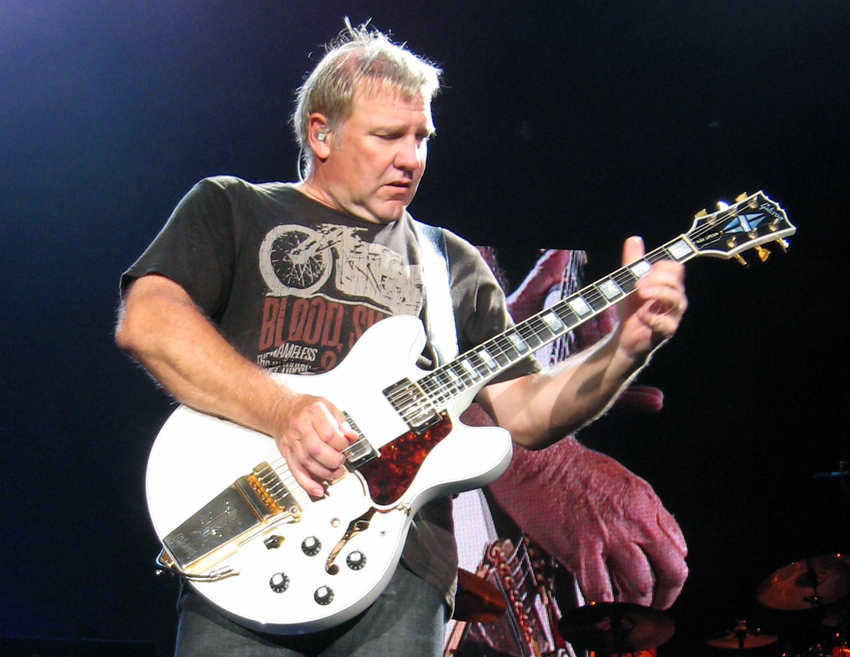
Lifeson con la Gibson ES-335 nel 2007

- Gibson Les Paul Black Beauty Custom
- Gibson ES-335
- Fender Custom Telecaster
- Chitarra classica Ovation Adamas

R30: 30th Anniversary Tour
- PRS Singlecut CE22
- PRS CE24
- PRS Hollowbody
- Gibson SG
- Gibson 1275
- Gibson Les Paul Goldtop
- Gibson Les Paul Black Beauty Custom
- Gibson ES-335
- Fender Telecaster
- Chitarra classica Ovation Adamas
- Epiphone Masterbilt EF-500

Snakes & Arrows Tour
- Gibson Les Paul Custom Black Beauty
- Gibson Les Paul (Black con Floyd Rose Tremolo)
- Gibson Les Paul (Maple Sunburst con Floyd Rose Tremolo)
- Gibson 1957 Les Paul Goldtop Reissue
- Sunburst 1958 Gibson Les Paul Reissue
- Gibson 1959 Les Paul (Tobacco Sunburst)
- Gibson Howard Roberts Fusion
- Gibson ES-335
- Gibson Alex Lifeson Signature ES-335
- Black PRS CE24 usata il 13 giugno 2007
- Garrison GGC-50-CE (2)
- Garrison G25-12-E (3)
- Mandolino Garrison OM-20 Octave
- Martin D12-28 (3)
- Chitarra classica Ovation Adamas

## Neil Peart

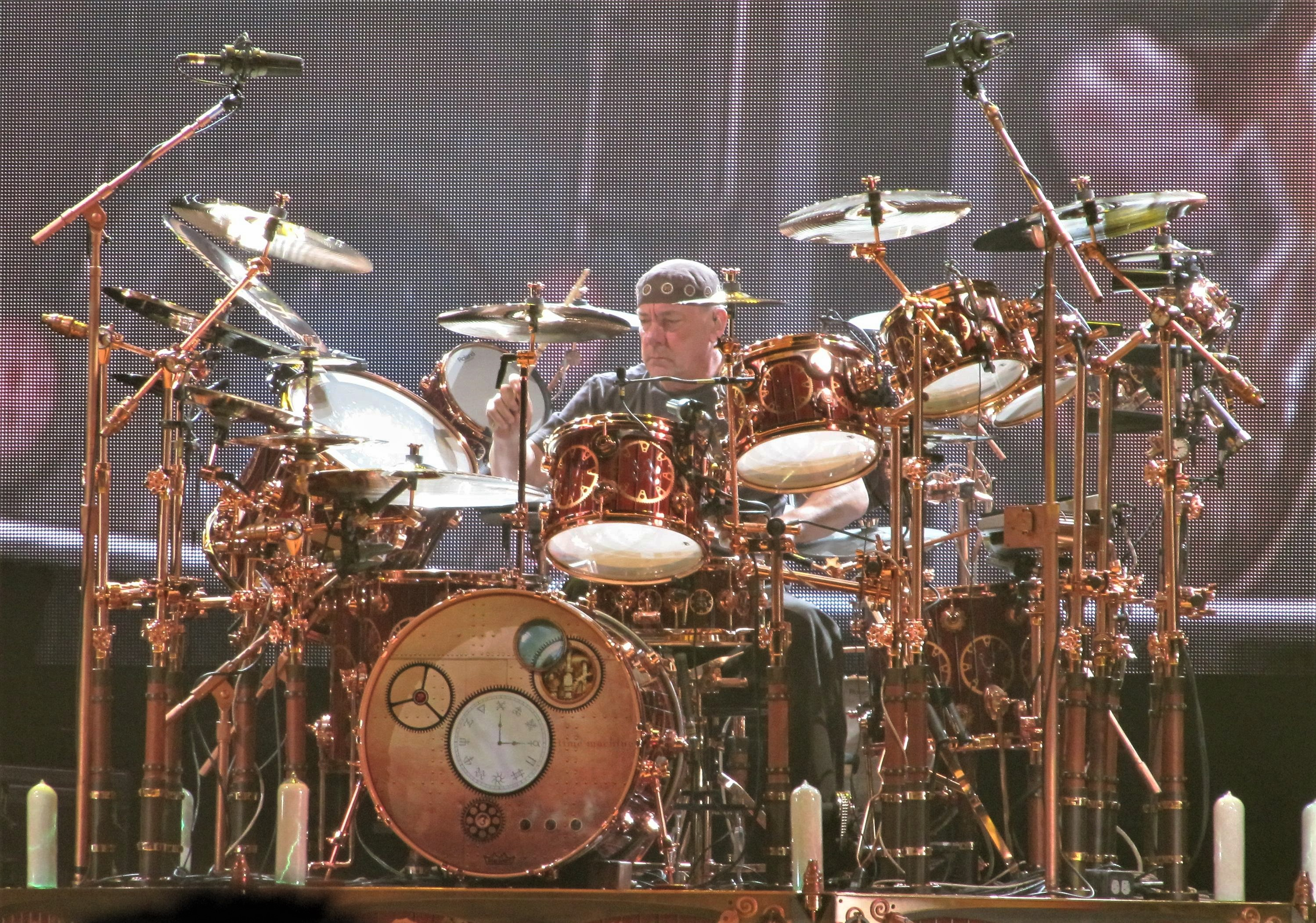
Neil Peart nel 2010

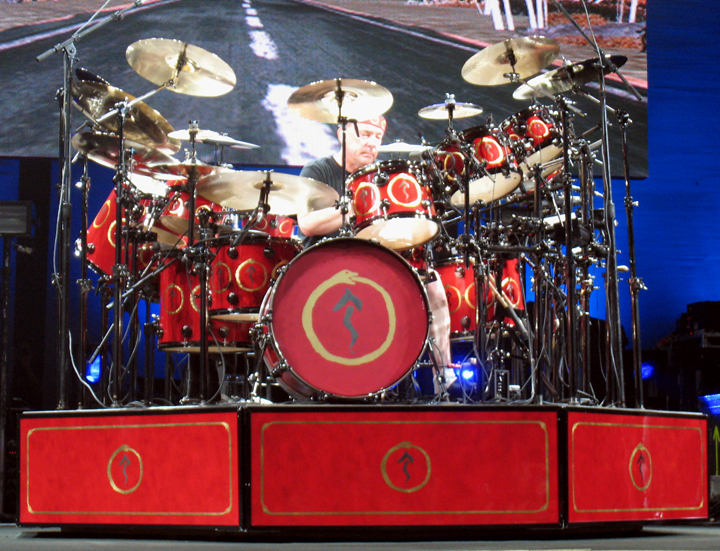
Drimset di Neil Peart nel 2007

Negli ultimi anni è stato endorser di DW. In passato ha usato Slingerland, Tama e Ludwig. Riguardo ai piatti, invece, Peart ha utilizzato sempre Zildjian e Wuhan (solo per i china), fino agli inizi del 2000. Da allora ha usato una linea di piatti creata per lui dalla Sabian: la Paragon. Inoltre ha utilizzato pelli Remo e bacchette Pro-Mark. Dal Grace Under Pressure Tour il kit di Peart è stato integrato con pad elettronici, mentre da quello di Roll the Bones ha eliminato la doppia cassa. Solo durante il tour R40 Live ha utilizzato due kit distinti: uno con elementi elettronici e grancassa singola, l'altro esclusivamente acustico dotato di doppia cassa.
DW (batterie)
- Grancassa 22" X 13"
- Tom 8" X 7"
- Tom 10" X 7"
- Tom 12" X 8"
- Tom 13" X 9"
- Timpano 15" X 12"
- Timpano 15" X 13"
- Timpano 16" X 16"
- Timpano 18" X 16"
- Rullante 13" X 3.5"
- Rullante 14" X 6.5"

Sabian (piatti)
- Hi-Hat Paragon 13"
- Hi-Hat Paragon Signature 14"
- Splash Paragon 8"
- Splash Paragon 10" (X2)
- Crash Paragon 16" (X2)
- Crash Paragon 18"
- Crash Paragon Signature 20"
- Ride Paragon 22"
- China Paragon 19"
- China Paragon 20"
- China Paragon Diamondback 20"

Roland, KAT, Dauz (percussioni elettroniche)
- Roland V-Drums
- Roland V-Cymbals
- MalletKAT
- KAT trigger pedals
- Dauz trigger pad